# Nithard de Liège
Nithard est prince-évêque de Liège de 1037 au 14 août 1042. Il fut enterré dans la cathédrale Saint-Lambert.

## Biographie
Nithard est le neveu de l'ancien évêque Réginard. Il devient évêque de Liège en 1038, après le refus de Wazon. Ce dernier finira par succéder à Réginard.
Il a fondé deux églises paroissiales dans la ville de Liège , à savoir l'église Saint-Thomas et l'église Saint-Remy. En 1040, il acquiert le comté de Haspinga de l'empereur Henri III.
Il meurt le 24 août 1042 et est inhumé dans la cathédrale Saint-Lambert de Liège .